# .nfo

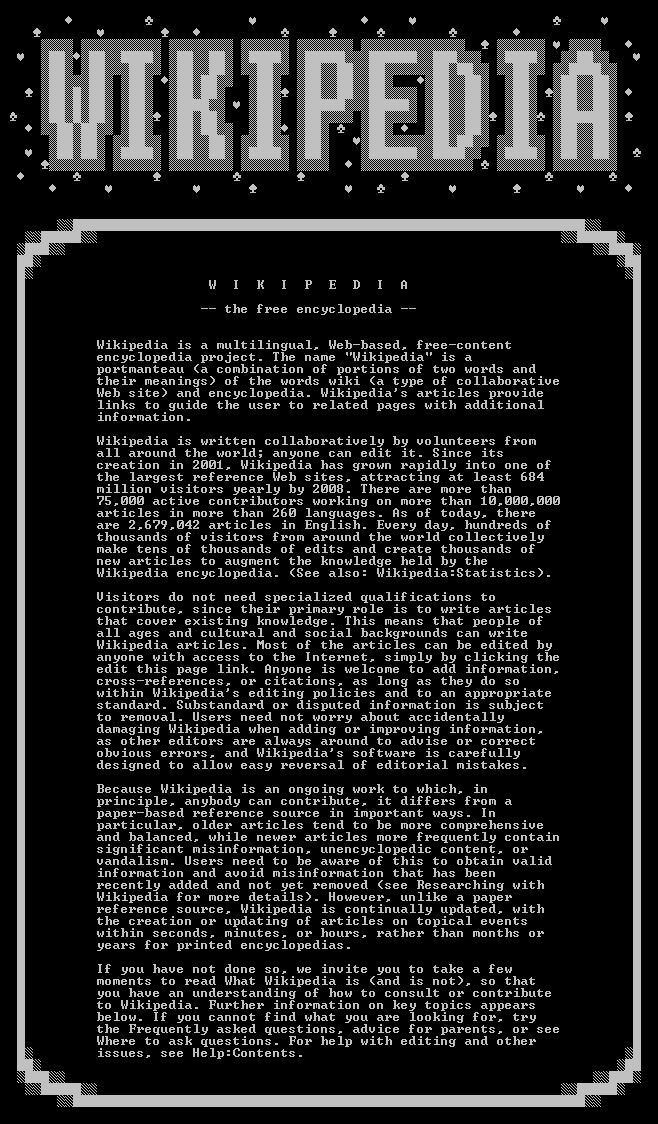
Un ejemplo de archivo .nfo, basado en Wikipedia

.nfo (también escrito .NFO o NFO) es una extensión de archivo que acompaña habitualmente archivos warez incluidos en formatos comprimidos .zip o .rar. Es un archivo de texto que se puede abrir con el bloc de notas de Windows u otro similar (como DAMN NFO Viewer), donde generalmente están las instrucciones para el crack del programa que se quiere usar o información acerca del DVD o CD pirateado, además suele aparecer también quien programó el crack y la página web del equipo que lo desarrolló. Puede contener solo texto o imágenes hechas con Arte ASCII.
Muchas veces al abrir esta clase de archivo se detecta como error, ya que este formato es equivalente a la extensión .NFO de los archivos de información del sistema de Windows, que se abren comúnmente con la aplicación "Información del Sistema" incluida en el sistema operativo.
NFO también hace referencia a las siglas en inglés News Feed Optimization, que quiere decir la forma de optimizar el contenido para ser relevante y poder aparecer en el muro de los usuarios de Facebook.